# Dagobah

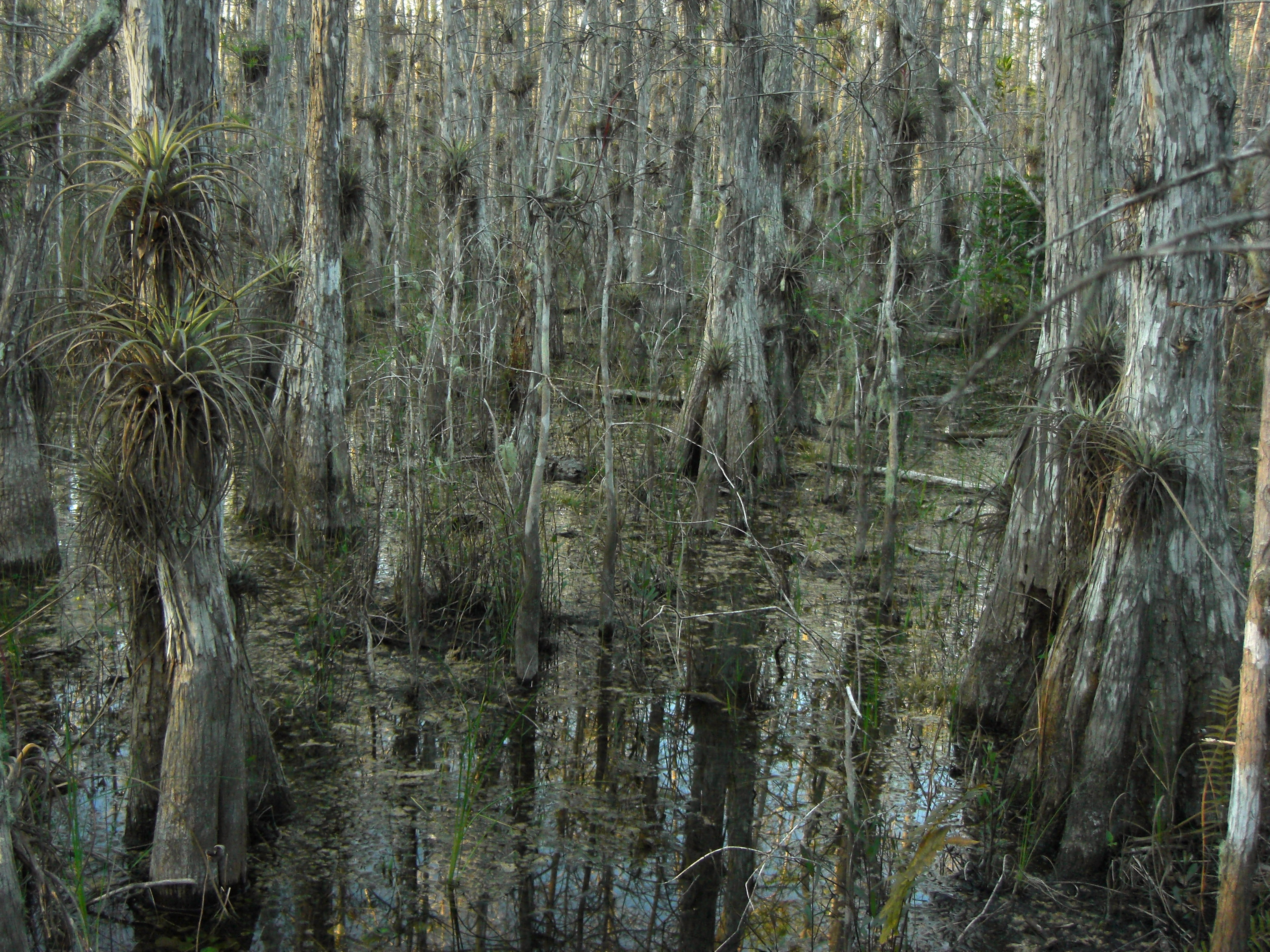
Ziemski krajobraz bagienny był inspiracją dla twórców scenografii planety Dagobah

Dagobah – fikcyjna bagnista planeta z sagi Gwiezdne wojny, o bujnym życiu zwierzęcym i roślinnym. Po raz pierwszy pojawia się w filmie Imperium kontratakuje jako miejsce pobytu wielkiego mistrza Jedi – Yody.
Po przegranej walce z Palpatine’em Yoda udał się na Dagobah na dobrowolne wygnanie. W Imperium kontratakuje na Dagobah przybywa Luke Skywalker w celu kontynuacji szkolenia Jedi. Następnie przerywa szkolenie, ponieważ czuje, że jego przyjaciołom – Lei Organie i Hanowi Solo – grozi niebezpieczeństwo. Wraca po uwolnieniu Solo z ręki Jabby, by towarzyszyć Yodzie w jego ostatnich chwilach życia.
Luke ponownie odwiedza planetę po 5 latach z nadzieją na znalezienie materiałów, które mają pomóc mu w szkoleniu dzieci jego siostry, Lei Organy Solo. Znajduje jedynie pilot zdalnego sterowania statku kosmicznego, który należał do Jorusa C’Baotha i został tam uprowadzony przez Mrocznego Jedi z Bpfassh, pokonanego ostatecznie przez Yodę.
Planetę tę odwiedza również Galen Marek (Starkiller) w grze Star Wars: The Force Unleashed, aby odnaleźć cel swojej podróży i swojego istnienia. W proroczej jaskini otrzymuje wizję, w której widzi Juno Eclipse w tarapatach. Yoda informuje Starkillera, że ma podążać za tym, co zobaczył.
Dzień na planecie trwa 23 standardowe godziny, rok 341 lokalnych dni.